# Paria sellata
Paria sellata är en skalbaggsart som först beskrevs av Horn 1892.  Paria sellata ingår i släktet Paria och familjen bladbaggar. Inga underarter finns listade i Catalogue of Life.